# 마이크로소프트
마이크로소프트(영어: Microsoft Corporation)는 컴퓨팅 파워를 지원해주는 클라우드 컴퓨팅 사업을 중심으로, 기업들의 사업을 디지털 전환과 함께 지원하는 다이나믹스 365와 파워포인트, 워드와 엑셀, 원노트, 아웃룩, 팀즈 등의 오피스 365(Office 365), 링크드인, 그리고 엑스박스 게임, 컴퓨터 운영체제 소프트웨어인 윈도우(Windows), 검색과 뉴스 등의 사업을 하는 미국의 기업이다. 2014년부터 사티아 나델라가 CEO를 맡고 있다.
마이크로소프트는 워싱턴주 레드먼드에 본사를 둔 미국의 다국적 기술 기업이다. 마이크로소프트의 가장 잘 알려진 소프트웨어 제품은 윈도우 운영 체제 제품군, 마이크로소프트 365 생산성 응용 프로그램 제품군 및 엣지 웹 브라우저이다. 주력 하드웨어 제품은 엑스박스 비디오 게임 콘솔과 터치스크린 개인용 컴퓨터의 마이크로소프트 서피스 라인업이다. 마이크로소프트는 총 수익 기준으로 2022년 포춘 500대 미국 최대 기업 순위에서 14위를 차지했다. 2022년 기준 매출 기준 세계 최대 소프트웨어 제조업체였다. 알파벳(구글의 모회사), 아마존, 애플, 메타 플랫폼과 함께 미국 빅 5 정보 기술 기업 중 하나로 간주된다.
마이크로소프트는 알테어 8800용 BASIC 인터프리터를 개발 및 판매하기 위해 1975년 4월 4일 빌 게이츠와 폴 앨런에 의해 설립되었다. 마이크로소프트는 1980년대 중반 MS-DOS로 개인용 컴퓨터 운영 체제 시장을 장악했으며 윈도우가 그 뒤를 이었다. 회사의 1986년 기업공개(IPO)와 그에 따른 주가 상승으로 인해 마이크로소프트 직원 중 3명의 억만장자와 약 12,000명의 백만장자가 탄생했다. 1990년대 이후 운영 체제 시장에서 점차 다각화되었으며 여러 기업 인수를 단행했다. 가장 큰 규모는 2016년 12월 링크드인을 262억 달러에 인수한 것이며, 이어 2011년 5월 스카이프 테크놀로지스를 85억 달러에 인수한 것이다.
2015년 기준 마이크로소프트는 IBM PC 호환 운영 체제 시장과 사무용 소프트웨어 제품군 시장에서 시장을 장악하고 있지만, 전체 운영 체제 시장의 대부분을 안드로이드에 잃었다. 또한 이 회사는 인터넷(빙 사용), 디지털 서비스 시장(MSN 사용), 혼합 현실(홀로렌즈), 클라우드 컴퓨팅을 포함하여 데스크탑, 노트북, 탭, 가젯 및 서버를 위한 광범위한 기타 소비자 및 기업 소프트웨어를 생산한다.
스티브 발머는 2000년에 빌 게이츠를 대신하여 CEO가 되었고 나중에 "장치 및 서비스" 전략을 구상했다. 이는 2008년 마이크로소프트가 데인저(Danger Inc.)를 인수하고, 2012년 6월 태블릿 컴퓨터의 마이크로소프트 서피스 라인 출시로 처음으로 개인용 컴퓨터 생산 시장에 진출했으며, 나중에 노키아의 장치 및 서비스 부문을 인수하여 마이크로소프트 모바일을 형성하면서 전개되었다. 2014년 사이타 나델라(Satya Nadella)가 CEO로 취임한 이후 회사는 하드웨어 규모를 줄이고 대신 클라우드 컴퓨팅에 집중했으며, 이는 회사 주가가 1999년 12월 이후 최고 가치에 도달하는 데 도움이 되었다.
앞서 2010년 애플에 의해 왕좌에서 물러난 마이크로소프트는 2018년에 세계에서 가장 가치 있는 상장 기업으로서의 지위를 되찾았다. 2019년 4월 마이크로소프트는 시가총액 1조 달러에 도달해 애플과 아마존에 이어 각각 1조 달러가 넘는 미국 상장기업이 되었다. 2022년 기준으로 마이크로소프트는 글로벌 브랜드 가치 평가에서 4번째로 높다.
마이크로소프트는 독점 관행으로 인해 비판을 받아 왔으며 회사의 소프트웨어는 사용 용이성, 견고성 및 보안 문제로 비판을 받아 왔다.
마이크로소프트는 신용등급이 AAA인 유일한 미국 기업 두 곳 중 하나이다.

## 역사

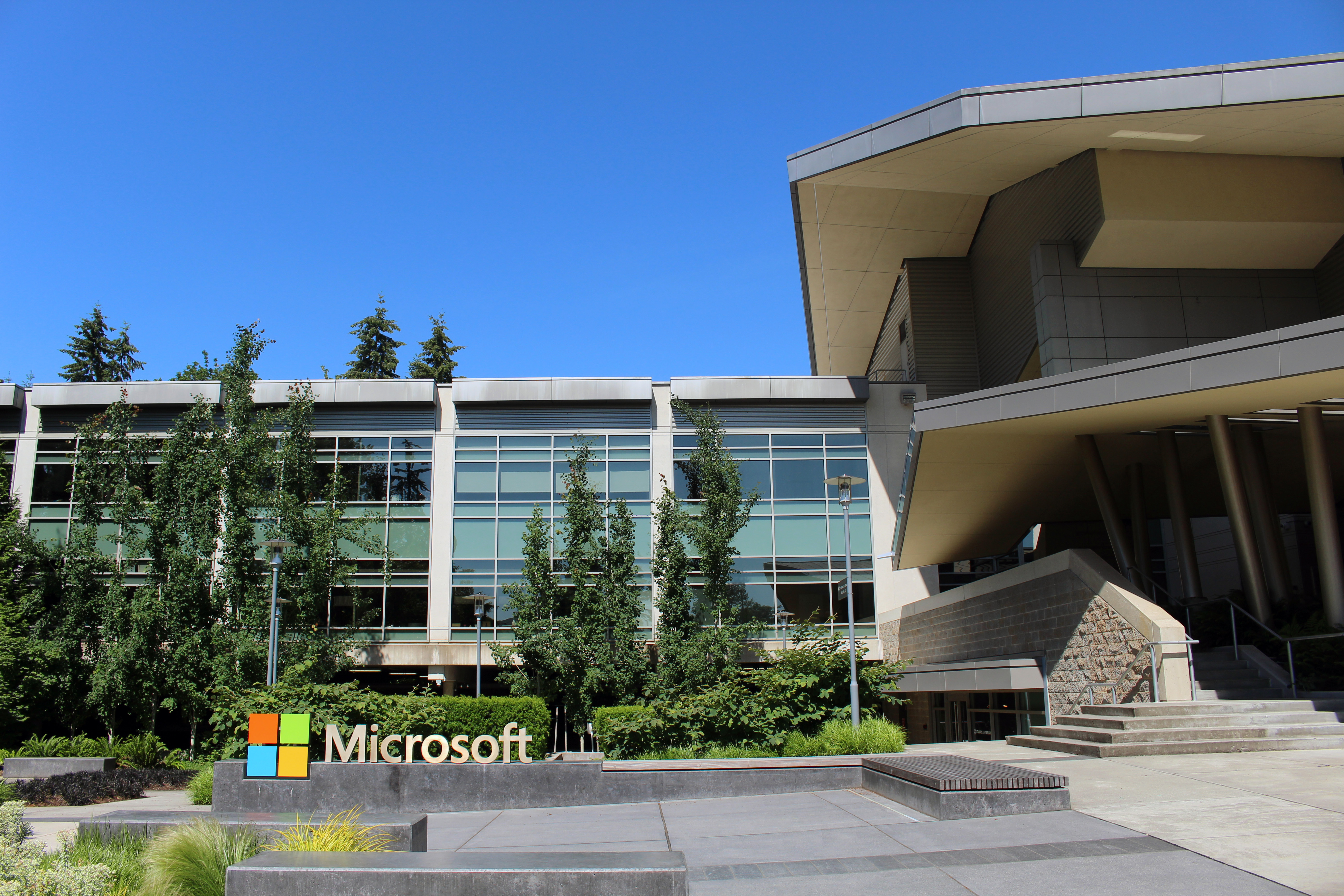
레드먼드 캠퍼스

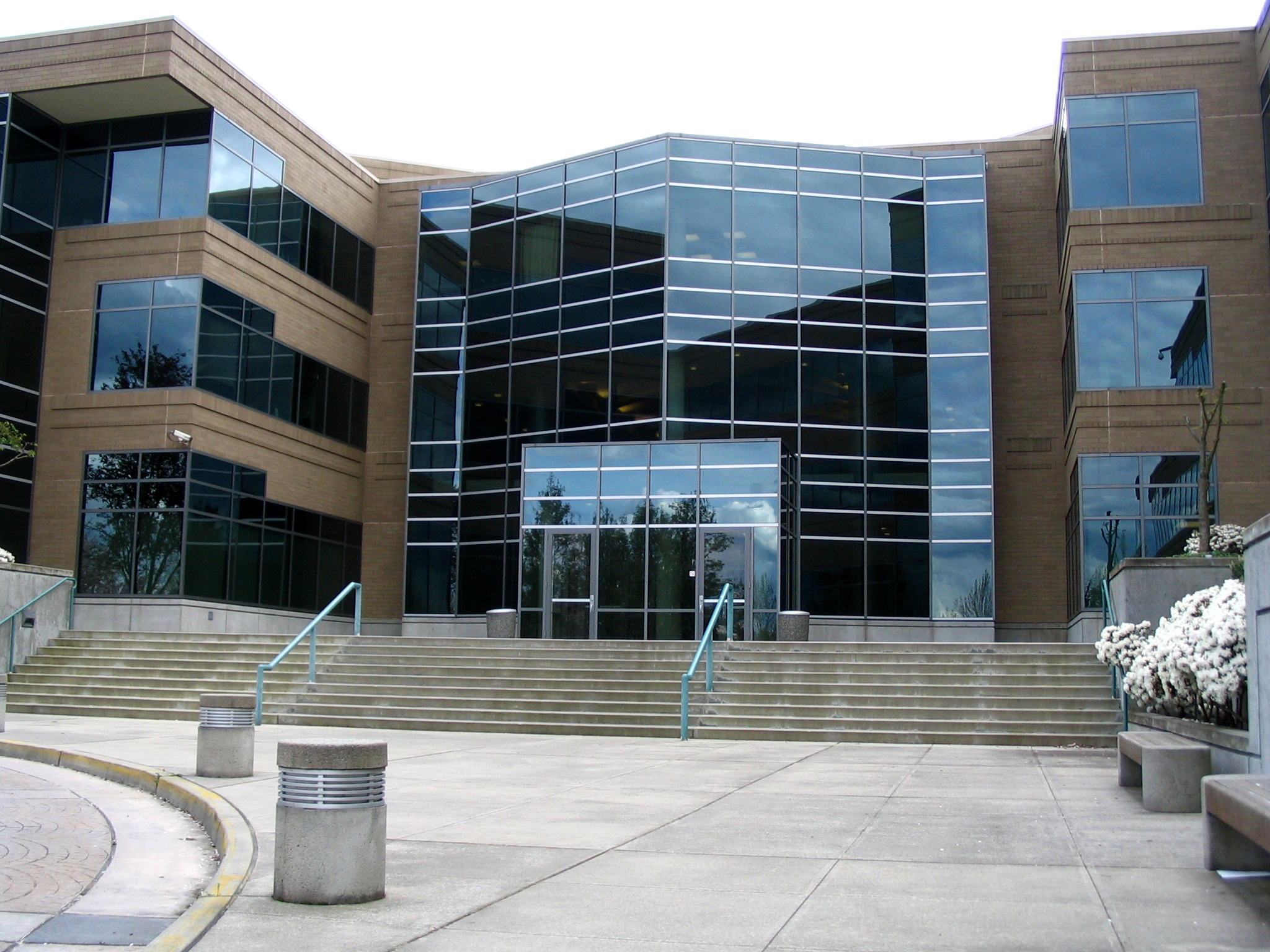
마이크로소프트 본사

1975년에 빌 게이츠와 폴 앨런이 베이직 인터프리터를 개발하여 판매하기 위해 미국 뉴멕시코주 앨버커키에 Micro-soft라는 이름으로 이 회사를 세웠다.
2006년 6월 15일 빌 게이츠는 2008년 7월 31일에 은퇴하겠다고 선언하였으며 이후 직접 세운 자선 단체인 빌 & 멜린다 게이츠 재단에 전력하겠다고 밝혔으며, 대신 마이크로소프트의 이사회 의장을 맡고 있다.
1998년부터 2000년까지 빌 게이츠의 대학 시절 친구인 스티브 발머가 사장직을 담당했다. 2009년경, 빌 게이츠가 그의 오른팔인 스티브 발머에게 회사의 최고 리더십을 양하는 과정에서 바통을 정확히 넘기는 방법에 관한 교본을 마련하기도 했다. 게이츠는 2000년 발머에게 CEO직을 넘겼다. 그러나 게이츠는 2008년 6월에야 회사의 일상 책임에서 완전히 벗어났는데 그 2년 전에 미리 이 사실을 알려 대비토록 한 바 있다. 그렇지만 게이츠는 여전히 워싱턴주 레이먼드에 있는 회장실의 주인이다. MS는 발머의 인도 아래 세계 최고 수익성을 갖는 강력한 IT 기업으로 존재하고 있지만 2008년 여름 게이츠 퇴장 이후 주가가 30%나 떨어졌는데 발머에게 갖는 불안감 보다는 세계 경제의 어려움 탓으로 그 원인을 돌리기도 한다.
2011년 5월 10일 마이크로소프트가 인터넷 전자회사 스카이프를 85억 달러(약 10조 원)에 인수하였다. 더불어 2013년 9월 2일, 마이크로소프트는 핀란드의 휴대전화 생산 업체인 노키아의 휴대전화 사업 부문을 54억 4,000만 유로(약 7조 8,654억 원)에 인수한다고 발표했다.
2013년 8월, 마이크로소프트 CEO 스티브 발머가 12개월 안에 은퇴한다고 밝혔다. 2014년 2월 4일, 사티아 나델라를 CEO로, 존 W. 톰슨을 회장으로 임명했다.
2015년 11월, 마이크로소프트는 HPE와 클라우드 사업부문에서 협력을 한다고 밝혔다. 특히 프라이빗 클라우드에 집중하고 퍼블릭 클라우드 서비스는 MS와 같은 파트너 솔루션을 제공할 것으로 전망된다.
2011년 5월 10일 마이크로소프트가 인터넷 전자회사 스카이프를 85억 달러(약 10조 원)에 인수하였다. 더불어 2013년 9월 2일, 마이크로소프트는 핀란드의 휴대전화 생산 업체인 노키아의 휴대전화 사업 부문을 54억 4,000만 유로(약 7조 8,654억 원)에 인수한다고 발표했다.
2013년 8월, 마이크로소프트 CEO 스티브 발머가 12개월 안에 은퇴한다고 밝혔다. 2014년 2월 4일, 사티아 나델라를 CEO로, 존 W. 톰슨을 회장으로 임명했다.
2015년 11월, 마이크로소프트는 HPE와 클라우드 사업부문에서 협력을 한다고 밝혔다. 특히 프라이빗 클라우드에 집중하고 퍼블릭 클라우드 서비스는 MS와 같은 파트너 솔루션을 제공할 것으로 전망된다.

### 1972~1985년: 설립
어린 시절 친구인 빌 게이츠와 폴 앨런은 컴퓨터 프로그래밍 기술을 활용하여 사업을 시작하려고 했다. 1972년에 이들은 자동차 교통 데이터를 추적하고 분석하는 초보적인 컴퓨터를 판매하는 트래프-오-데이터(Traf-O-Data)를 설립했다. 게이츠는 하버드 대학교에 등록했고 앨런은 워싱턴 주립 대학교에서 컴퓨터 과학 학위를 취득했지만 나중에 허니웰에서 일하기 위해 중퇴했다. 포퓰러 일렉트로닉스의 1975년 1월호에는 MITS(Micro Instrumentation and Telemetry Systems)의 알테어 8800 마이크로컴퓨터가 실렸는데, 이는 앨런이 이 장치에 대한 BASIC 해석기를 프로그래밍할 수 있다고 제안하도록 영감을 주었다. 게이츠는 MITS에 전화를 걸어 통역사가 있다고 주장했고 MITS는 시연을 요청했다. 앨런은 게이츠가 인터프리터를 개발하는 동안 알테어용 시뮬레이터 작업을 수행했으며 1975년 3월 뉴멕시코 주 앨버커키에서 MITS에 알테어 베이직으로 마케팅하며 시연했을 때 완벽하게 작동했다. MITS는 이를 배포하기로 동의하고 게이츠와 앨런은 1975년 4월 4일 게이츠를 CEO로 하여 마이크로소프트를 설립했으며 앨런은 마이크로 컴퓨터 소프트웨어의 약자인 "Micro-Soft"라는 이름을 제안했다. 1977년 8월, 회사는 일본의 ASCII 매거진과 계약을 체결하여 ASCII 마이크로소프트의 첫 번째 해외 지사를 설립했다. 마이크로소프트는 1979년 1월 본사를 워싱턴 주 벨뷰로 이전했다.
마이크로소프트는 1980년 제닉스(Xenix)라는 자체 유닉스 버전을 내세워 운영체제(OS) 사업에 뛰어들었지만 회사의 지배력을 확고히 한 것은 MS-DOS였다. IBM은 1980년 11월 IBM 개인용 컴퓨터(IBM PC)에서 사용할 CP/M OS 버전을 제공하기로 마이크로소프트와 계약을 체결했다. 이 거래를 위해 마이크로소프트는 시애틀 컴퓨터 프로덕츠로부터 86-도스라는 CP/M 클론을 구입하여 MS-DOS라는 브랜드를 붙였지만 IBM은 IBM PC DOS로 브랜드를 변경했다. 마이크로소프트는 1981년 8월 IBM PC 출시 이후 MS-DOS의 소유권을 유지했다. IBM은 IBM PC BIOS에 대한 저작권을 보유하고 있었기 때문에 다른 회사에서는 비IBM 하드웨어가 IBM PC 호환 장치로 실행되도록 리버스 엔지니어링해야 했지만 그러한 제한은 없었다. 운영 체제에 적용된다. 마이크로소프트는 결국 최고의 PC 운영 체제 공급업체가 되었다. 회사는 1983년 마이크로소프트 마우스 출시와 마이크로소프트 프레스라는 출판 부문을 통해 새로운 시장으로 확장했다. 폴 앨런은 1983년 마이크로소프트에서 호지킨 림프종으로 발전하여 사임했다. 앨런은 "아이디어 맨: 마이크로소프트 공동 창립자의 회고록"에서 게이츠가 호지킨 병 진단을 받았을 때 자신이 충분히 열심히 일하고 있다고 생각하지 않았기 때문에 회사에서 자신의 지분을 희석하고 싶었다고 주장했다. 앨런은 나중에 저기술 부문, 스포츠 팀, 상업용 부동산, 신경과학, 민간 우주 비행 등에 투자했다.

### 1985~1994년: 윈도우와 오피스
마이크로소프트는 그해 8월 IBM과 공동으로 OS/2 개발을 시작했음에도 불구하고 1985년 11월 20일 MS-DOS용 그래픽 확장인 윈도우를 출시했다. 마이크로소프트는 1986년 2월 26일에 본사를 벨뷰에서 워싱턴 주 레드먼드로 이전하고 3월 13일에 상장했으며, 그 결과 주가가 상승하여 약 4명의 억만장자와 12,000명의 마이크로소프트 직원이 백만장자가 되었다. 마이크로소프트는 1987년 4월 2일에 OEM(Original Equipment Manufacturer)에 OS/2 버전을 출시했다. 1990년에 연방 무역 위원회는 IBM과의 파트너십으로 인한 공모 가능성에 대해 마이크로소프트를 조사하여 10년 이상의 법적 공방이 시작되었다. 정부와 충돌한다. 한편 회사는 OS/2 코드 복사본을 기반으로 한 마이크로소프트 윈도우 NT 작업을 진행하고 있었다. 1993년 7월 21일에 새로운 모듈식 커널과 32비트 Win32 API(응용 프로그래밍 인터페이스)가 포함되어 출시되어 16비트(MS-DOS 기반) 윈도우에서 더 쉽게 포팅할 수 있다. 마이크로소프트는 IBM에 윈도우 NT를 통보했고 OS/2 파트너십은 악화되었다.
1990년에 마이크로소프트는 마이크로소프트 워드 및 마이크로소프트 엑셀과 같은 별도의 응용 프로그램을 번들로 제공하는 마이크로소프트 오피스 제품군을 출시했다. 5월 22일 마이크로소프트는 인텔 386 프로세서를 위한 간소화된 사용자 인터페이스 그래픽과 향상된 보호 모드 기능을 갖춘 윈도우 3.0을 출시했다. 오피스와 윈도우는 각자의 영역에서 지배력이 쌓이게 되었다.
1994년 7월 27일, 법무부의 독점 금지 부서는 다음과 같은 경쟁 영향 보고서를 제출했다. "1988년부터 1994년 7월 15일까지 마이크로소프트는 많은 OEM에게 반경쟁적인 '프로세서별 라이센스'를 실행하도록 유도했다. 프로세서 라이선스에 따라 OEM은 특정 마이크로프로세서가 포함된 컴퓨터를 판매할 때마다 마이크로소프트에 로열티를 지불한다. 이는 OEM이 마이크로소프트 운영 체제를 탑재한 컴퓨터를 판매하든, 마이크로소프트 제품이 아닌 타사 운영 체제를 탑재하든 관계없이 사실상 마이크로소프트에 로열티를 지불하는 것과 같다. 1988년 이후로 마이크로소프트의 프로세서당 라이선스 사용이 증가했다."

### 1995~2007: 웹, 윈도우 95, 윈도우 XP 및 엑스박스 진출
1995년 5월 26일 빌 게이츠의 내부 "인터넷 해일 메모"(Internet Tidal Wave memo)에 따라 마이크로소프트는 제품을 재정의하고 제품 라인을 컴퓨터 네트워킹과 월드 와이드 웹으로 확장하기 시작했다. 넷스케이프와 같은 몇몇 신생 회사를 제외하면 마이크로소프트는 처음부터 실질적으로 월드 와이드 웹의 일부가 될 만큼 빠르게 행동한 유일하고 확고한 기반을 갖춘 회사였다. 볼랜드, 워드퍼펙트, 노벨, IBM 및 로터스와 같은 다른 회사는 새로운 상황에 적응하는 데 훨씬 더 느리기 때문에 마이크로소프트가 시장 지배력을 갖게 될 것이다.
이 회사는 1995년 8월 24일에 선점형 멀티태스킹, 새로운 시작 버튼을 갖춘 완전히 새로운 사용자 인터페이스, 32비트 호환성을 갖춘 윈도우 95를 출시했다. NT와 유사하게 Win32 API를 제공했다.  윈도우 95에는 온라인 서비스 MSN이 번들로 제공되었다. MSN은 처음에는 인터넷의 경쟁자가 될 의도였으며 및 (OEM의 경우) 웹 브라우저인 인터넷 익스플로러도 있었다. 인터넷 익스플로러는 소매 윈도우 95 상자와 함께 번들로 제공되지 않는다. 왜냐하면 팀이 웹 브라우저를 완성하기 전에 상자가 인쇄되어 대신 윈도우 95 플러스! 팩에 포함되었기 때문이다! 세간의 이목을 끄는 마케팅 캠페인과 뉴욕 타임스에서 "업계 역사상 가장 화려하고 열광적이며 가장 값비싼 컴퓨터 제품 출시"에 힘입어 윈도우 95는 빠르게 성공을 거두었다. 1996년에 새로운 시장으로 진출하면서 마이크로소프트와 제너럴 일렉트릭의 NBC 부서는 새로운 24/7 케이블 뉴스 채널인 MSNBC를 만들었다. 마이크로소프트는 개인용 디지털 단말기와 같이 메모리가 부족하고 기타 제약이 있는 장치를 위해 설계된 새로운 OS인 윈도우 CE 1.0을 만들었다. 1997년 10월, 법무부는 마이크로소프트가 1994년에 서명한 계약을 위반했으며 법원에 인터넷 익스플로러와 윈도우의 번들링을 중단하도록 요청했다는 내용의 신청서를 연방 지방 법원에 제출했다.
2000년 1월 13일, 빌 게이츠는 게이츠의 오랜 대학 친구이자 1980년부터 회사의 직원이었던 스티브 발머에게 CEO 자리를 넘겨주면서 최고 소프트웨어 설계자(Chief Software Architect)라는 새로운 직위를 만들었다.  마이크로소프트를 포함한 다양한 회사는 무엇보다도 하드웨어 및 소프트웨어의 변경 사항을 식별하여 보안을 강화하고 지적 재산을 보호하기 위해 1999년 10월에 신뢰 컴퓨팅 플랫폼 얼라이언스(Trusted Computing Platform Alliance)를 결성했다. 비평가들은 동맹이 소비자가 소프트웨어를 사용하는 방식, 컴퓨터의 작동 방식에 대해 무차별적인 제한을 시행하는 방법이자 디지털 권한 관리의 한 형태라고 비난했다. 예를 들어 컴퓨터가 소유자를 위해 보호될 뿐만 아니라 컴퓨터 소유자에게 적대하여 보호되는 시나리오를 들 수 있다. 2000년 4월 3일, 미국 대 마이크로소프트 사건에서 회사를 "남용적인 독점"이라고 부르는 판결이 내려졌다. 마이크로소프트는 나중에 2004년에 미국 법무부와 합의했다.
2001년 10월 25일, 마이크로소프트는 윈도우 XP를 출시하여 NT 코드베이스 아래에 OS의 주류 및 NT 라인을 통합했다. 회사는 그해 말 엑스박스를 출시하여 소니와 닌텐도가 지배하는 비디오 게임 콘솔 시장에 진출했다. 2004년 3월 유럽 연합은 이 회사가 윈도우 OS에 대한 지배력을 남용했다는 이유로 이 회사를 상대로 독점 금지 소송을 제기하여 4억 9,700만 유로(6억 1,300만 달러)의 판결을 내리고 마이크로소프트가 윈도우 미디어 플레이어 없이 윈도우 XP의 새 버전을 생산하도록 요구했다. (윈도우 XP 홈 에디션 N 및 윈도우 XP 프로페셔널 N) 2005년 11월 회사의 두 번째 비디오 게임 콘솔인 엑스박스 360이 출시되었다. 가격은 기본 버전 299.99달러, 디럭스 버전 399.99달러 두 가지 버전이 있었다.
엑스박스 이후 하드웨어 사업에 점점 더 많이 참여하고 있는 마이크로소프트 2006은 이전 소프트웨어 플랫폼인 포터블 미디어 센터의 후속 제품인 준 시리즈 디지털 미디어 플레이어를 출시했다. 이는 1983년 최초의 마이크로소프트 마우스 이후 마이크로소프트의 이전 하드웨어 약속을 확장한 것이다. 2007년 기준 회사는 미국에서 가장 많이 팔리는 유선 키보드(Natural Ergonomic Keyboard 4000), 마우스(IntelliMouse), 데스크톱 웹캠(LifeCam)을 판매했다. 그 해에 회사는 나중에 픽셀센스로 이름이 변경된 서피스 "디지털 테이블"도 출시했다.

### 2007~2011년: 마이크로소프트 애저, 윈도우 비스타, 윈도우 7, 마이크로소프트 스토어
2007년 1월에 출시된 윈도우의 다음 버전인 비스타는 기능, 보안 및 에어로라는 재설계된 사용자 인터페이스에 중점을 두었다. 동시에 출시된 마이크로소프트 오피스 2007은 이전 버전과 크게 다른 "리본" 사용자 인터페이스를 특징으로 한다. 두 제품 모두 상대적으로 높은 판매로 2007년에 기록적인 이익을 창출하는 데 도움이 되었다. 유럽 연합은 마이크로소프트가 2008년 2월 27일에 내린 2004년 3월 판결을 준수하지 않은 이유로 8억 9900만 유로(14억 달러)의 추가 벌금을 부과했다. 워크그룹 및 백오피스 서버에 대한 주요 정보에 대해 불합리한 가격과 경쟁한다. 마이크로소프트는 규정을 준수했으며 "이번 벌금은 해결된 과거 문제에 대한 것"이라고 밝혔다. 2007년에는 썬 및 IBM과 같은 서버 회사의 뒤를 이어 마이크로소프트에서도 멀티 코어 장치가 탄생했다.
게이츠는 2008년 6월 27일에 최고 소프트웨어 설계자 역할에서 은퇴했으며, 이 결정은 2006년 6월에 발표되었으며, 동시에 회사의 주요 프로젝트에 대한 고문 역할 외에도 회사와 관련된 다른 직위를 유지했다. 회사가 윈도우용 클라우드 컴퓨팅 시장에 진출한 애저 서비스 플랫폼은 2008년 10월 27일에 출시되었다. 2009년 2월 12일 마이크로소프트는 마이크로소프트 브랜드 소매점 체인을 개설하겠다는 의사를 발표했으며 2009년 10월 22일에는 최초의 소매 마이크로소프트 스토어가 애리조나주 스코츠데일에 문을 열었다. 같은 날 윈도우 7이 공식적으로 대중에게 출시되었다. 윈도우 7은 윈도우를 대대적으로 재작업하기보다는 사용하기 쉬운 기능과 성능 향상으로 비스타를 개선하는 데 중점을 두었다.
2000년대 후반 스마트폰 산업이 호황을 누리면서 마이크로소프트는 현대적인 스마트폰 운영체제를 제공하는 데 경쟁사들을 따라잡기 위해 고군분투했고, 미국에서는 애플과 구글이 후원하는 안드로이드에 뒤처졌다. 그 결과, 2010년에 마이크로소프트는 노후화된 주력 모바일 운영 체제인 윈도우 모바일을 개편하여 그해 10월에 출시된 새로운 윈도우 폰 OS로 교체했다. 미니멀리즘의 개념을 활용하여 단순한 모양, 타이포그래피, 도상학을 눈에 띄게 사용하는 코드명 "메트로"라는 새로운 사용자 인터페이스 디자인 언어를 사용했다. 마이크로소프트는 윈도우 폰 OS를 사용하는 모든 스마트폰에서 일관된 사용자 경험을 제공하는 소프트웨어 산업을 위한 새로운 전략을 구현했다. 2011년 노키아와 제휴를 맺었고 마이크로소프트는 윈도우 폰을 공동 개발하기 위해 회사와 긴밀히 협력했지만 오랫동안 윈도우 모바일 OEM HTC와 파트너 관계를 유지했다. 마이크로소프트는 2011년 3월 23일에 시작된 오픈 네트워킹 재단의 창립 멤버이다. 동료 창립자는 구글, HP 네트워킹, 야후!, 버라이즌 커뮤니케이션스, 도이체 텔레콤 및 기타 17개 회사였다. 이 비영리 조직은 소프트웨어 정의 네트워킹이라는 클라우드 컴퓨팅 이니셔티브를 지원하는 데 중점을 두고 있다. 이 계획은 통신 네트워크, 무선 네트워크, 데이터 센터 및 기타 네트워킹 영역에서 간단한 소프트웨어 변경을 통해 혁신을 가속화하기 위한 것이다.

### 2011~2014년: 윈도우 8/8.1, 엑스박스 원, 아웃룩닷컴, 서피스 장치
윈도우 폰이 출시된 후 마이크로소프트는 2011년과 2012년에 걸쳐 회사의 로고, 제품, 서비스 및 웹 사이트가 메트로 디자인 언어의 원칙과 개념을 채택하면서 제품군의 점진적인 브랜드 변경에 착수했다. 마이크로소프트는 2011년 6월 타이베이에서 개인용 컴퓨터와 태블릿 컴퓨터 모두를 지원하도록 설계된 운영 체제인 윈도우 8을 공개했다. 개발자 프리뷰는 9월 13일에 출시되었으며, 이후 2012년 2월 29일에 소비자 프리뷰로 대체되었고 5월에 대중에 공개됐다. 서피스는 6월 18일에 공개되었으며, 이는 마이크로소프트가 만든 하드웨어를 갖춘 회사 역사상 최초의 컴퓨터가 되었다. 6월 25일, 마이크로소프트는 소셜 네트워크 야머(Yammer)를 인수하기 위해 12억 달러를 지불했다. 7월 31일에는 Gmail과 경쟁하기 위해 Outlook.com 웹메일 서비스를 출시했다. 2012년 9월 4일, 마이크로소프트는 윈도우 서버 2012를 출시했다.
2012년 7월, 마이크로소프트는 1996년부터 NBC와 합작 투자로 운영해 온 MSNBC의 지분 50%를 매각했다. 10월 1일, 마이크로소프트는 윈도우와 함께 새로운 모습의 MSN의 일부인 뉴스 운영을 시작하겠다는 의사를 발표했다. 이달 말 8일. 2012년 10월 26일, 마이크로소프트는 윈도우 8과 마이크로소프트 서피스를 출시했다. 3일 후, 윈도우 폰 8이 출시되었다. 제품 및 서비스에 대한 수요 증가 가능성에 대처하기 위해 마이크로소프트는 2012년에 문을 연 "오프라인" 마이크로소프트 스토어의 증가하는 수를 보완하기 위해 미국 전역에 여러 개의 "휴일 매장"을 열었다. 3월 29일 2013년, 마이크로소프트는 특허 추적기(Patent Tracker)를 출시했다.
2012년 8월, 뉴욕 경찰국은 뉴욕시 경찰 감시에 사용되는 도메인 인식 시스템 개발을 위해 마이크로소프트와 파트너십을 체결했다고 발표했다.
마이크로소프트에서 제작하고 비디오 게임 컨트롤러로 설계된 동작 감지 입력 장치인 키넥트는 2010년 11월에 처음 출시되었으며 2013년 엑스박스 원 비디오 게임 콘솔 출시를 위해 업그레이드되었다. 키넥트의 기능은 2013년 5월에 공개되었다. 초광각 1080p 카메라, 적외선 센서로 인한 어둠 속에서의 기능, 고급 처리 능력 및 새로운 소프트웨어, 미세한 움직임(예: 엄지 손가락 움직임)을 구별하는 기능, 얼굴을 보고 사용자의 심박수를 결정한다. 마이크로소프트는 2011년에 회사가 시청 환경을 보다 상호 작용적으로 만들기 위한 계획의 일환으로 키넥트 카메라 시스템을 사용하여 텔레비전 시청자의 행동을 모니터링할 수 있음을 제안하는 특허 출원을 제출했다. 2013년 7월 19일, 마이크로소프트 주식은 4분기 보고서에서 윈도우 8과 서피스 태블릿의 부진한 실적에 대한 투자자들의 우려가 제기된 후 2000년 이후 가장 큰 일일 하락률을 겪었다. 마이크로소프트는 320억 달러 이상의 손실을 입었다.
PC 사업이 성숙해짐에 따라 2013년 7월 마이크로소프트는 사업을 운영 체제, 앱, 클라우드, 장치라는 4개의 새로운 사업 부문으로 개편하겠다고 발표했다. 기존 사업부는 인력 감축 없이 모두 새로운 사업부로 해체된다. 2013년 9월 3일, 마이크로소프트는 에이미 후드가 CFO 역할을 맡은 후 노키아의 모바일 사업부를 70억 달러에 인수하기로 합의했다.

### 2014~2020년: 윈도우 10, 마이크로소프트 엣지, 홀로렌즈
2014년 2월 4일, 스티브 발머가 마이크로소프트의 CEO에서 물러나 이전에 마이크로소프트의 클라우드 및 엔터프라이즈 부문을 이끌었던 사티아 나델라(Satya Nadella)가 그 뒤를 이었다. 이날 기술고문으로 계속 참여했던 빌 게이츠 대신 존 W. 톰슨이 회장직을 맡았다. 톰슨은 마이크로소프트 역사상 두 번째 회장이 됐다. 2014년 4월 25일 마이크로소프트는 노키아 디바이시즈 앤드 서비시즈(Nokia Devices and Services)를 72억 달러에 인수했다. 이 새로운 자회사는 마이크로소프트 모바일 Oy로 이름이 변경되었다. 2014년 9월 15일, 마이크로소프트는 마인크래프트로 가장 잘 알려진 비디오 게임 개발 회사 모장을 25억 달러에 인수했다. 2017년 6월 8일 마이크로소프트는 이스라엘 보안 회사인 Hexadite를 1억 달러에 인수했다.
2015년 1월 21일, 마이크로소프트는 최초의 대화형 화이트보드인 마이크로소프트 서피스 허브를 출시했다고 발표했다. 2015년 7월 29일에 윈도우 10이 출시되었으며, 서버 형제인 윈도우 서버 2016은 2016년 9월에 출시되었다. 2015년 1분기에 마이크로소프트는 3,300만 대(전체의 7.2%)를 판매하여 세 번째로 큰 휴대폰 제조업체였다. 이들 중 대다수(75% 이상)는 어떤 버전의 윈도우 폰도 실행하지 않지만(다른 휴대폰은 가트너에서 스마트폰으로 분류하지 않음) 같은 기간에 800만 대의 윈도우 스마트폰(전체 스마트폰의 2.5%)이 가트너에서 제조되었다. 모든 제조업체(대부분 마이크로소프트). 2016년 1월 미국 스마트폰 시장에서 마이크로소프트의 점유율은 2.7%였다. 2015년 여름 동안 회사는 휴대폰 사업과 관련하여 76억 달러의 손실을 입었고 7,800명의 직원을 해고했다.
2016년 3월 1일, 마이크로소프트는 PC와 엑스박스 사업부의 합병을 발표했으며, 필 스펜서는 UWP(유니버설 윈도우 플랫폼) 앱이 향후 마이크로소프트 게임의 초점이 될 것이라고 발표했다. 2017년 1월 24일, 마이크로소프트는 런던에서 열린 BETT 2017 교육 기술 컨퍼런스에서 Intune for Education을 선보였다. Intune for Education은 교육 부문을 위한 새로운 클라우드 기반 애플리케이션 및 장치 관리 서비스이다. 2016년 5월, 회사는 1,850명의 직원을 해고하고 9억 5천만 달러의 손상 및 구조 조정 비용을 부담한다고 발표했다.
2016년 6월, 마이크로소프트는 마이크로소프트 애저 정보 보호(Information Protection)라는 프로젝트를 발표했다. 이는 기업이 서버와 장치 간에 이동하는 데이터를 보호할 수 있도록 돕는 것을 목표로 한다. 2016년 11월, 마이크로소프트는 마이크로소프트의 뉴욕 Connect(); 개발자 행사 기간 동안 리눅스 재단에 플래티넘 회원으로 가입했다. 각 플래티넘 멤버십 비용은 연간 미화 500,000달러이다. 그러나 일부 분석가들은 2001년 당시 CEO였던 스티브 발머가 리눅스를 암 덩어리라 불렀던 것처럼 10년 전에는 이것이 상상할 수 없는 일이라고 여겼다. 마이크로소프트는 "향후 몇 주 내에" Intune for Education의 미리 보기를 출시할 예정이며 일반 출시는 2017년 봄으로 예정되어 있으며 가격은 장치당 30달러이거나 볼륨 라이선싱 계약을 통해 이루어진다.
2018년 1월, 마이크로소프트는 인텔의 멜트다운 보안 위반과 관련된 CPU 문제를 해결하기 위해 윈도우 10에 패치를 적용했다. 이 패치로 인해 인텔의 CPU 아키텍처에 의존하는 마이크로소프트 애저 가상 머신에 문제가 발생했다. 1월 12일, 마이크로소프트는 macOS 및 리눅스 운영 체제용 파워셸 코어 6.0을 출시했다. 2018년 2월, 마이크로소프트는 단종된 장치에 대한 펌웨어 업데이트를 효과적으로 종료하는 윈도우 폰 장치에 대한 알림 지원을 종료했다. 마이크로소프트는 2018년 3월 윈도우 10 S를 리콜해 별도의 고유한 운영체제가 아닌 윈도우 운영체제용 모드로 변경했다. 지난 3월 회사는 오피스 365 사용자가 개인 문서에서 욕설을 사용하는 것을 검열하는 지침도 제정했다.
2018년 4월, 마이크로소프트는 프로그램 20주년을 기념하기 위해 MIT 라이선스에 따라 윈도우 파일 관리자용 소스 코드를 출시했다. 4월에 회사는 리눅스 운영 체제의 자체 파생 제품으로 애저 스피어를 발표함으로써 오픈 소스 이니셔티브를 수용하겠다는 의지를 더욱 표명했다. 2018년 5월, 마이크로소프트는 클라우드 컴퓨팅 제품을 개발하기 위해 미국 정보 기관 17개와 파트너십을 맺었다. 이 프로젝트는 "애저 정부"(Azure Government)라고 불리며 JEDI(Joint Enterprise Defense Infrastructure) 감시 프로그램과 관련이 있다. 2018년 6월 4일, 마이크로소프트는 깃허브를 75억 달러에 인수한다고 공식 발표했다. 이 거래는 2018년 10월 26일에 종료되었다. 2018년 7월 10일 마이크로소프트는 서피스 고 플랫폼을 대중에게 공개했다. 이달 말에는 마이크로소프트 팀즈를 무료로 전환했다. 2018년 8월, 마이크로소프트는 마이크로소프트 어카운트가드(AccountGuard)와 디펜딩 데모크라시(Defending Democracy)라는 두 가지 프로젝트를 출시했다. 또한 ARM 아키텍처에서 윈도우 10에 대한 스냅드래곤 850 호환성도 공개했다.
2018년 8월, 쯔쇼 도요타는 물 관리와 관련된 사물인터넷(IoT) 기술을 위한 마이크로소프트 애저 애플리케이션 제품군을 사용하여 양식 도구를 만들기 위해 마이크로소프트와 파트너십을 시작했다. 킨다이 대학 연구진이 부분적으로 개발한 물 펌프 메커니즘은 인공 지능을 사용하여 컨베이어 벨트에 있는 물고기의 수를 세고, 물고기의 수를 분석하고, 물고기가 제공하는 데이터에서 물 흐름의 효율성을 추론한다. 프로세스에 사용되는 특정 컴퓨터 프로그램은 애저 머신 러닝 및 애저 IoT 허브 플랫폼에 속한다.
2018년 9월, 마이크로소프트는 스카이프 클래식을 중단했다. 2018년 10월 10일, 마이크로소프트는 60,000개 이상의 특허를 보유하고 있음에도 불구하고 오픈 인벤션 네트워크 커뮤니티에 합류했다. 2018년 11월, 마이크로소프트는 "적 앞에서 탐지, 결정, 교전하는 능력을 향상시켜 치명성을 높이기" 위해 미군에 마이크로소프트 홀로렌즈(HoloLens) 헤드셋 10만 대를 공급하기로 합의했다. 2018년 11월 마이크로소프트는 마이크로소프트 애저용 애저 다요소 인증을 도입했다. 2018년 12월, 마이크로소프트는 마이크로소프트 서피스 및 Hyper-V 제품에 사용되는 UEFI(Unified Extensible Firmware Interface) 코어의 오픈 소스 릴리스인 프로젝트 Mu를 발표했다. 이 프로젝트는 서비스형 펌웨어(Firmware as a Service) 아이디어를 장려한다. 같은 달에 마이크로소프트는 윈도우 데스크톱 응용 프로그램 및 소프트웨어 개발에 사용되는 주요 프레임워크의 투명한 릴리스를 향해 회사가 더욱 나아갈 수 있도록 윈도우 폼 및 WPF(윈도우 프레젠테이션 파운데이션)의 오픈 소스 구현을 발표했다. 또한 12월에는 회사가 브라우저용 크로미엄 백엔드를 위해 마이크로소프트 엣지 프로젝트를 중단했다.
2019년 2월 20일, 마이크로소프트는 보안 격차를 해소하고 정치 공간의 고객을 해킹으로부터 보호하기 위해 독일, 프랑스, 스페인을 포함한 유럽의 12개 신규 시장에 사이버 보안 서비스 어카운트가드를 제공할 것이라고 밝혔다. 2019년 2월, 수백 명의 마이크로소프트 직원은 미군을 위한 가상 현실 헤드셋 개발을 위해 4억 8천만 달러 규모의 계약을 맺고 회사가 전쟁 부당 이득을 취하는 것에 항의했다.

### 2020년~현재: 인수, 엑스박스 시리즈 X/S, 윈도우 11
2020년 3월 26일 마이크로소프트는 어펌드 네트웍스(Affirmed Networks)를 약 13억 5천만 달러에 인수한다고 발표했다. 코로나19 범유행으로 인해 마이크로소프트는 건강 문제로 인해 모든 소매점을 무기한 폐쇄했다. 2020년 7월 22일, 마이크로소프트는 믹서 서비스를 종료하고 기존 파트너를 페이스북 게이밍으로 이전할 계획을 발표했다.
2020년 7월 31일, 트럼프 행정부가 바이트댄스에 애플리케이션 소유권을 미국에 매각하라고 명령한 후 마이크로소프트가 틱톡 인수를 위해 협상 중이라고 보도되었다. 2020년 8월 3일, 거래에 대한 추측 이후 도널드 트럼프는 마이크로소프트가 틱톡을 인수할 수 있다고 밝혔다. 그러나 신청서를 구매하려면 2020년 9월 15일까지 완료해야 하며, 통과하려면 미국 재무부가 일부를 받아야 한다.
2020년 8월 5일에 마이크로소프트는 iOS 장치에 대한 xCloud 게임 스트리밍 테스트를 중단했다. 마이크로소프트에 따르면 iOS에서 xCloud의 미래는 불분명하며 잠재적으로 마이크로소프트의 손에서 벗어날 수 있다. 애플은 "원격 데스크톱 클라이언트"에 엄격한 제한을 적용했다. 즉, 이 응용 프로그램은 사용자 소유의 호스트 장치 또는 사용자가 소유한 게임 콘솔에만 연결할 수 있다. 2020년 9월 21일, 마이크로소프트는 베데스다 소프트웍스(Bethesda Softworks)의 모회사인 비디오 게임 회사 제니맥스 미디어(ZeniMax Media)를 약 75억 달러에 인수하겠다는 의사를 밝혔으며, 해당 거래는 2021년 회계연도 하반기에 이루어질 것으로 예상됐다. 2021년 3월 9일 인수가 완료되어 제니맥스 미디어는 마이크로소프트의 엑스박스 게임 스튜디오 사업부의 일부가 되었다. 총 거래 금액은 81억 달러이다.
2020년 9월 22일, 마이크로소프트는 OpenAI의 GPT-3 인공지능 언어 생성기를 사용할 수 있는 독점 라이선스를 보유했다고 발표했다. GPT-2라고 불리는 GPT-3의 이전 버전은 "공개하기에는 너무 위험하다"는 헤드라인을 장식했으며 웹사이트 디자인, 약물 처방, 질문에 답변, 기사 작성 등 다양한 기능을 갖추고 있었다.
2020년 11월 10일, 마이크로소프트는 엑스박스 시리즈 X/S 비디오 게임 콘솔을 출시했다.
2021년 4월 마이크로소프트는 뉘앙스 커뮤니케이션스를 약 160억 달러에 인수할 것이라고 발표했다. 뉘앙스 인수는 2022년 3월에 완료되었다. 2021년에는 부분적으로 코로나19 팬데믹으로 인해 분기별 수익이 강세를 보인 덕분에 마이크로소프트의 가치 평가액은 거의 2조 달러에 이르렀다. 원격 근무 및 원격 교육에 대한 필요성이 높아지면서 클라우드 컴퓨팅에 대한 수요가 늘어나고 회사의 게임 매출이 증가했다.
2021년 6월 24일 마이크로소프트는 라이브스트림에서 윈도우 11을 발표했다. 마이크로소프트가 윈도우 10이 운영 체제의 마지막 버전이 될 것이라고 발표한 후 발표는 혼란스러워졌다. 2021년 3분기 출시 예정. 2021년 10월 5일 일반 대중에게 출시되었다.
2021년 9월, 회사는 다양한 과목의 학생과 교사를 연결하는 온라인 플랫폼인 테이크레슨스(Takelessons)를 인수했다고 발표되었다. 이번 인수를 통해 마이크로소프트는 많은 사람들에게 온라인 교육을 제공하는 시장에서 입지를 확대할 수 있게 되었다. 같은 달에 마이크로소프트는 호주에 본사를 둔 비디오 편집 소프트웨어 회사 클립챔프(Clipchamp)를 인수했다.
2021년 10월, 마이크로소프트는 화상 회의 소프트웨어를 사용하는 동안 비즈니스 커뮤니케이션을 보호하기 위해 마이크로소프트 팀즈 통화에 대한 E2EE(종단 간 암호화) 지원을 출시하기 시작했다고 발표했다. 사용자는 자신의 통화가 암호화되었는지 확인할 수 있으며 통화 중인 양측이 각자 확인해야 하는 보안 코드를 활용할 수 있다. 10월 7일, 마이크로소프트는 OKR에 대한 기업의 진행 상황을 측정하는 소프트웨어 서비스인 Ally.io를 인수했다. 마이크로소프트는 Ally.io를 비바(Viva) 직원 경험 제품군에 통합할 계획이다.
2022년 1월 18일, 마이크로소프트는 미국 비디오 게임 개발사이자 지주 회사인 액티비전 블리자드를 687억 달러 규모의 전액 현금 거래로 인수한다고 발표했다. 액티비전 블리자드는 워크래프트, 디아블로, 콜 오브 듀티, 스타크래프트 (시리즈), 캔디크러쉬사가, 크래쉬 밴디쿳, 스파이로, 토니 호크, 기타 히어로, 오버워치를 포함하되 이에 국한되지 않는 프랜차이즈를 제작하는 것으로 가장 잘 알려져 있다. 액티비전과 마이크로소프트는 각각 인수가 메타버스에서 비즈니스에 이익을 주기 위한 것이라는 성명을 발표했다. 많은 사람들은 마이크로소프트의 비디오 게임 스튜디오 인수를 메타 플랫폼스와 경쟁하려는 시도로 보았고 더스트리트는 마이크로소프트가 "메타버스의 디즈니"가 되고자 한다고 언급했다. . 마이크로소프트는 또한 2014년부터 엑스박스 브랜드 책임자인 필 스펜서를 새로 설립된 마이크로소프트 게이밍 부문의 초대 CEO로 임명했다. 이 부문에는 현재 엑스박스 운영 팀과 회사 포트폴리오의 3개 퍼블리셔(엑스박스 게임 스튜디오, 제니맥스 미디어, 액티비전 블리자드)가 포함되어 있다. 마이크로소프트는 최근 직원 학대와 관련된 액티비전의 법적 논란에 대해 성명을 발표하지 않았지만, 논란의 주요 대상인 액티비전 CEO 바비 코틱이 인수가 마무리된 후 회사를 떠날 것이라는 보도가 나왔다. 이 거래는 2023년 10월 13일에 종료되었다.
2022년 12월, 마이크로소프트는 마이크로소프트 애저를 포함한 제품에 대해 런던 증권 거래소와 새로운 10년 계약을 발표했다. 마이크로소프트는 이번 거래의 일환으로 LSE의 약 4%를 인수했다.
2023년 1월 CEO 사티아 나델라(Satya Nadella)는 마이크로소프트가 약 1만 명의 직원을 해고할 것이라고 발표했다. 이번 발표는 마이크로소프트 경영진 등 50명이 참석한 스위스 다보스에서 스팅 콘서트를 개최한 지 하루 만에 나온 것이다.
2023년 1월 23일 마이크로소프트는 ChatGPT 개발자 OpenAI와 다년간 수십억 달러의 새로운 투자 계약을 발표했다.
2023년 11월 개발자 컨퍼런스에서 마이크로소프트는 대규모 언어 모델을 실행하도록 설계된 마이아(Maia) 칩과 애저의 일반 클라우드 서비스를 지원하도록 설계된 코발트(Cobalt) CPU라는 두 가지 새로운 맞춤형 컴퓨팅 칩을 발표했다.
2023년 11월 20일, 사티아 나델라는 전(그리고 현) OpenAI CEO인 샘 올트먼과 전(그리고 현) 사장인 그렉 브로크만이 마이크로소프트에 합류하여 새로운 고급 AI 연구 팀을 이끌 것이라고 발표했다.
2024년 1월, 마이크로소프트는 가장 가치 있는 상장 기업이 되었다. 한편, 그 달 회사는 코파일럿 프로를 통해 중소기업을 위한 인공지능 구독 서비스를 발표했다.
뉴욕 타임스의 보도에 따르면 2024년 4월 16일 마이크로소프트는 에미라티 AI 회사 G42에 15억 달러의 상당한 투자를 했다. 이러한 움직임은 진화하는 글로벌 AI 환경에서 인공 지능 기술을 발전시키려는 마이크로소프트의 노력과 G42와의 전략적 파트너십을 강조한다.
2024년 4월 30일, 마이크로소프트는 인도네시아의 AI 및 클라우드 인프라 개발에 17억 달러를 투자할 계획을 발표했다. 이 이니셔티브는 다양한 부문에서 혁신을 주도하기 위한 데이터 센터 및 파트너십 구축을 통해 국가의 디지털 변혁 노력을 강화하고 지역 기술 발전에 중요한 진전을 이루는 것을 목표로 한다.
2024년 5월, 마이크로소프트는 위스콘신 남동부에 인공지능 허브를 구축하기 위해 33억 달러를 투자한다고 발표했는데, 이는 초기 제안의 3배이다. 조 바이든 대통령이 라신 카운티에서 발표한 이 계획에는 데이터 센터 건설, 2025년까지 2,300개의 건설 일자리 창출, 시간이 지남에 따라 2030년까지 2,000개의 영구 일자리 창출, 최대 1,000명의 개인을 교육하기 위해 UW-밀워키에 AI 공동 혁신 연구소 설립 등이 포함된다.
2024년 6월, 마이크로소프트는 회사의 혼합 현실 및 애저 클라우드 컴퓨팅 부서에서 직원 1,000명을 해고할 것이라고 발표했다.
2024년 6월, 마이크로소프트는 사우스이스트리즈(South East Leeds)에 "하이퍼스케일 데이터 센터"를 구축한다고 발표했다.

## 회사 구조

### 사업 부문
2015년 기준 마이크로소프트가 참여하는 주요 사업은 다음과 같다.
- 마이크로소프트 윈도우 (개인용 컴퓨터 운영 체제)
- 마이크로소프트 윈도우 폰 (모바일 운영체제)
- 마이크로소프트 오피스 (사무용 제품군)
- 마이크로소프트 서피스 (태블릿 기기)
- 마이크로소프트 서피스 북 (노트북 기기)
- 마이크로소프트 루미아 (휴대 전화)
- 마이크로소프트 빙 (검색엔진)
- 마이크로소프트 스카이프(인스턴트 메신저)
- 마이크로소프트 엑스박스 원(가정용 비디오 게임기)
- 마이크로소프트 인터넷 익스플로러 (웹 브라우저)
- 마이크로소프트 비주얼 스튜디오 (통합 개발 환경)
- MSN (마이크로소프트 네트워크, 인터넷 포털)
- 마이크로소프트 엣지 (웹 브라우저)
- 마이크로소프트 코타나 (음성 인식)

### 주요 제품군
- MS-DOS
- 마이크로소프트 윈도우
- 마이크로소프트 오피스
- 윈도우 라이브 메신저 (인스턴트 메신저)
  - 2013년 3월부터 스카이프로 대체되었다.
- 마이크로소프트 인터넷 익스플로러 (웹 브라우저)
- 마이크로소프트 비주얼 스튜디오 (통합 개발 환경)
- 마이크로소프트 포켓 피씨 (PDA용 운영 체제)
- 윈도우 CE(모바일 기기용 운영체제)
- 마이크로소프트 SQL 서버
- 마이크로소프트 익스체인지 서버
- 마이크로소프트 기타 서버 제품 (SMS, ISA, MOM, 등)
- 마이크로소프트 기업용 CRM 제품
- 마이크로소프트 셰어포인트
- 마이크로소프트 준
- 마인크래프트
- Xbox

### 최고 경영자
1. 빌 게이츠 (1975~2000년)
2. 스티브 발머 (2000~2014년)
3. 사티아 나델라 (2014년~현재)

### 재정 지표

2013년 7월 17일 기준 나스닥 주식의 5년 역사 그래프

| 연도 | 소득 100만 US$ | 순소득 100만 US$ | 총 자산 100만 US$ | 직원 수 |
| ---- | -------------- | ---------------- | ----------------- | ------- |
| 2005 | 39,788         | 12,254           | 70,815            | 61,000  |
| 2006 | 44,282         | 12,599           | 69,597            | 71,000  |
| 2007 | 51,122         | 14,065           | 63,171            | 79,000  |
| 2008 | 60,420         | 17,681           | 72,793            | 91,000  |
| 2009 | 58,437         | 14,569           | 77,888            | 93,000  |
| 2010 | 62,484         | 18,760           | 86,113            | 89,000  |
| 2011 | 69,943         | 23,150           | 108,704           | 90,000  |
| 2012 | 73,723         | 16,978           | 121,271           | 94,000  |
| 2013 | 77,849         | 21,863           | 142,431           | 99,000  |
| 2014 | 86,833         | 22,074           | 172,384           | 128,000 |
| 2015 | 93,580         | 12,193           | 174,472           | 118,000 |
| 2016 | 91,154         | 20,539           | 193,468           | 114,000 |
| 2017 | 96,571         | 25,489           | 250,312           | 124,000 |
| 2018 | 110,360        | 16,571           | 258,848           | 131,000 |
| 2019 | 125,843        | 39,240           | 286,556           | 144,106 |
| 2020 | 143,015        | 44,281           | 301,311           | 163,000 |
| 2021 | 168,088        | 61,271           | 333,779           | 181,000 |
| 2022 | 198,270        | 72,738           | 364,840           | 221,000 |
| 2023 | 211,915        | 73,307           | 411,976           | 221,000 |

## 기업 아이덴티티

### 로고
마이크로소프트사는 연도별로 크게 아래와 같은 로고를 사용했다. 맨 처음 사용된 초기의 로고는 1987년 9월까지 사용되었고, 로고의 이름은 blibbet이라고 불렸다.
그 뒤 1987년 10월에 들어서면서 스캇 베이커(Scott Baker)라는 사람이 현재와 같은 모양과 형태를 갖춘 팩맨(Pac-Man)이라는 별명을 가진 로고를 만들었다.
1994년부터 "Where do you want to go today? (오늘은 어디로 가고 싶으십니까?)"라는 광고 캠페인이 진행되면서부터 1987년 디자인된 팩맨 로고 아래에 추가적으로 캠페인 문구가 삽입되었고 이 캠페인 문구가 삽입된 버전의 로고는 2002년까지 각종 인쇄매체, TV 광고, 웹사이트 로고 등에 쓰인다.
2003년부터는 "Your potential, Our passion (당신의 가능성, 우리의 열정)"이란 슬로건 문자가 삽입된 버전의 로고가 다양한 장소에서 사용되기 시작했고 이 슬로건이 삽입된 버전의 로고는 2010년까지 마이크로소프트사가 지속적으로 사용했다. 2010년에 열린 비공개 MGX (Microsoft Global Exchange) 컨퍼런스에서, 마이크로소프트사는 새로운 슬로건인 "Be What's Next (다음의 무언가가 되자)"를 공개했다. 이 슬로건은 2011년부터 2012년 8월 22일까지 사용되었다. 이후 2012년 8월 23일 새로운 로고를 선보였다. 이 로고는 물결치는 4색깃발이 사각형 모양으로 바뀐 형태이다.

스캇 베이커가 디자인한 마이크로소프트사의 팩맨 로고. 1987년부터 2002년까지 쓰였으며 1994년-2002년까지는 "Where do you want to go today?"라는 슬로건과 함께 사용됨.
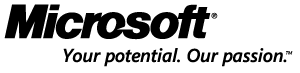
"Your potential, Our passion."이란 슬로건과 함께 사용된 마이크로소프트사의 로고. 2003년부터 2010년까지 사용됨.
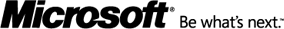
"Be What's Next"란 슬로건과 함께 사용된 마이크로소프트사의 로고. 2011년부터 2012년 8월 22일까지 사용됨.

1982년부터 1987년까지 사용한 초기의 로고
1987년부터 2012년까지 사용한 로고
2012년 8월 23일부터 새롭게 사용하기 시작한 로고. 물결치는 4색깃발이 사각형 모양으로 바뀌었다.이 사각형은 반시계 방향으로 오피스, 윈도우, 빙,엑스박스를 의미한다.

### 비판
IBM 호환 개인용 컴퓨터(PC)에 MS-DOS를 납품하였고, 때마침 PC의 성공에 힘입어 도스 시장에서 지배적인 입지를 구축했다.
1995년, 윈도우 95라는 GUI 운영 체제를 출시하면서 마이크로소프트는 수많은 개인용 컴퓨터 주변기기 업체들로 하여금 윈도우 전용 드라이버를 중심으로 개발하도록 유도했다. 자사의 MS-DOS 이외의 다른 도스와의 호환성도 인위적으로 버렸다는 지적도 제기되었다.
또한 경쟁 업체들이 인터넷에서 앞서나감에 따라, 윈도우 95용으로 별도 판매된 PLUS! 팩에 처음 제공된 인터넷 익스플로러를 윈도우 98부터는 운영 체제에 포함하여 끼워팔기를 하여 비판을 받았다. 인터넷 익스플로러와 마이크로소프트 오피스는 지나친 시장 장악으로 경쟁사들을 시장에서 도태시켰다는 주장도 있다. 특히 익스플로러는 점유율 95%의 독점 상태에까지 이르러서, 모질라 파이어폭스 등의 대체 브라우저가 등장하기까지 5년여동안 업그레이드가 없었다.
위에서 언급된 것을 포함하여 말 그대로 다양한 방법으로 돈을 벌어들이기 때문에 어떠한 사람들은 'Micro$oft'라고 비꼬기도 한다. 원래는 네티즌들 사이에서 사용하던 말이었지만 밸브 코퍼레이션이 레프트 4 데드 관련 포럼에서
| “ | XBOX360은 마이크로소프트의 소유이다. 그러니 비용을 지불해야 하지요. Micro$oft잖아요, 뭘 더 바랍니까? Microsoft owns the XBOX360, thats why you need to pay. It's Micro$oft, what do you expect? | ” |

라는 발언을 하기도 하였다.

## 같이 보기
- 빌 게이츠
- 마이크로소프트 테크넷
- 구글
- 마이크로소프트 윈도우

## 참고 자료
- “마이크로소프트의 지배구조 사례연구”. 삼성경제연구소. 2007년 4월 24일. 2021년 2월 24일에 원본 문서에서 보존된 문서. 2010년 6월 15일에 확인함.

### 해외 외부 링크

#### Asia
- 마이크로소프트 중국
- 마이크로소프트 홍콩(영어)
- 마이크로소프트 홍콩(중국어)
- 마이크로소프트 인도
- 마이크로소프트 인도네시아
- 마이크로소프트 일본
- 마이크로소프트 대한민국
- 마이크로소프트 카자흐스탄
- 마이크로소프트 스리랑카
- 마이크로소프트 말레이시아
- 마이크로소프트 파키스탄
- 마이크로소프트 필리핀
- 마이크로소프트 싱가포르
- 마이크로소프트 태국
- 마이크로소프트 대만
- 마이크로소프트 베트남

#### Middle East
- 마이크로소프트 걸프(아랍어)
- 마이크로소프트 걸프(영어)
- 마이크로소프트 이스라엘
- 마이크로소프트 이라크
- 마이크로소프트 요르단
- 마이크로소프트 레바논
- 마이크로소프트 사우디아라비아(아랍어)
- 마이크로소프트 사우디아라비아(영어)

#### Europe
- 마이크로소프트 오스트리아
- 마이크로소프트 보스니아 헤르체고비나
- 마이크로소프트 벨기에(프랑스어)
- 마이크로소프트 벨기에(네덜란드어)
- 마이크로소프트 불가리아
- 마이크로소프트 벨라루스
- 마이크로소프트 스위스(독일어)
- 마이크로소프트 스위스(프랑스어)
- 마이크로소프트 키프로스
- 마이크로소프트 체코
- 마이크로소프트 덴마크
- 마이크로소프트 독일
- 마이크로소프트 에스토니아
- 마이크로소프트 스페인
- 마이크로소프트 핀란드
- 마이크로소프트 프랑스
- 마이크로소프트 영국
- 마이크로소프트 그리스
- 마이크로소프트 크로아티아
- 마이크로소프트 헝가리
- 마이크로소프트 아일랜드
- 마이크로소프트 아이슬란드
- 마이크로소프트 이탈리아
- 마이크로소프트 리투아니아
- 마이크로소프트 라트비아
- 마이크로소프트 몰도바
- 마이크로소프트 몬테네그로
- 마이크로소프트 몰타
- 마이크로소프트 네덜란드
- 마이크로소프트 노르웨이
- 마이크로소프트 폴란드
- 마이크로소프트 포르투갈
- 마이크로소프트 루마니아
- 마이크로소프트 세르비아
- 마이크로소프트 러시아
- 마이크로소프트 슬로베니아
- 마이크로소프트 슬로바키아
- 마이크로소프트 스웨덴
- 마이크로소프트 터키
- 마이크로소프트 우크라이나

#### North America
- 마이크로소프트 캐나다
- 마이크로소프트 캐나다
- 마이크로소프트 미국

#### Latin America
- 마이크로소프트 아르헨티나
- 마이크로소프트 볼리비아
- 마이크로소프트 브라질
- 마이크로소프트 칠레
- 마이크로소프트 콜롬비아
- 마이크로소프트 코스타리카
- 마이크로소프트 도미니카 공화국
- 마이크로소프트 에콰도르
- 마이크로소프트 과테말라
- 마이크로소프트 온두라스
- 마이크로소프트 멕시코
- 마이크로소프트 니카라과
- 마이크로소프트 파나마
- 마이크로소프트 페루
- 마이크로소프트 푸에르토리코
- 마이크로소프트 파라과이
- 마이크로소프트 엘살바도르
- 마이크로소프트 우루과이
- 마이크로소프트 베네수엘라

#### Africa
- 마이크로소프트 알제리
- 마이크로소프트 이집트(아랍어)
- 마이크로소프트 이집트(영어)
- 마이크로소프트 리비아
- 마이크로소프트 모로코
- 마이크로소프트 나이지리아
- 마이크로소프트 튀니지
- 마이크로소프트 남아프리카 공화국

#### Oceania
- 마이크로소프트 호주
- 마이크로소프트 뉴질랜드